# Anders Lindström (dirigent)
Lars Anders Lindström, född 9 december 1939 i Skellefteå, är en svensk dirigent, kyrkomusiker och författare. Han är bosatt i Rättvik.

## Biografi
Lindström har varit musikkonsulent i Västerås stift samt förbundsdirigent i Västerås stifts kyrkosångsförbund. Han avlade kyrkokantorsexamen vid Stora Sköndal och gick sedan körpedagogutbildningen vid Kungliga Musikhögskolan i Stockholm och har studerat dirigering för Georg Guest, David Willcocks och Nicholas Conran i Storbritannien.
Lindström har verkat under lång tid som kyrkomusiker i Sollentuna församling där han ledde Kummelbykören och Silverdalskören samt Sollentuna Musikdramatiska Ensemble. Han har även varit ledare för andra körer och vokalensembler, däribland Falu Kammarkör 1994-99, vokalgrupperna Medeltida Röster och Äldre Musikalisk Komfort. Han har varit initiativtagare till ett antal festivaler i Sverige som Körstämman i Skinnskatteberg 1982, därtill dess producent och konstnärlige ledare 1982–1989, Uppsala internationella Kyrkokörfestival 1989–1990, Nyårsmusik i Rättvik 1990–1995, Gosskörfestivalen i Rättvik 1994 samt grundare av Svenska Kyrkans Gosskörsförening. Lindström verkade för att den anglikanska carolstraditionen berikade svenskt körliv under 1970- och 80-talen genom att ge ut flera böcker med engelsk repertoar samt med sina körer turnera runt i landet och medverka i radio och TV. Lindström har under en följd av år arrangerat kurser och fortbildningar för svenska kyrkomusiker och körsångare i Cambridge, England.
Lindström är skandinavisk representant för Associate Consultants for Education Abroad (ACFEA).

## Priser och utmärkelser
- 1967 – Kulturstipendium ur Beskows fond
- 1979 – Stockholms läns Landstings kulturstipendium
- 1989 – Årets körledare
- 1990 – Radio Upplands kulturpris
- 1991 – Uppsala kommuns kulturstipendium

## Diskografi
- Carols i jultid (Falu Kammarkör)
- Carols vid Jerusalem (Kummelbykören)
- Bachkoraler (Kummelbykören)
- Engelsk körmusik (Kummelbykören)
- Sju introitus (Silverdalskören)
- Carols vid Betlehem (Kummelbykören)
- Min själ prisar Herren (Kummelbykören)

## Körsamlingar
- Lindström Anders, (2016), Kör- orkester och dirigenttips Rättvik: Kummelby
- Lindström Anders, red (1998). Psaltarpsalmer enligt anglikansk tradition Bibelkommissionens översättning Psaltaren 1995. [Rättvik]: Kummelby förl. Libris 7800258. ISBN 91-973580-0-2
- Lindström Anders, Norberg Hagberg Eva, red (1996). Carols i jultid. Stockholm: Verbum musik. Libris 7411845. ISBN 91-526-2468-4
- Lindström, Anders; Román Gerd, Rydén Lennart (1986, nytryck 2016). Sjung i kör: liten körskola. Vallentuna/Rättvik: Hagaberg/Kummelby. Libris 7759126. ISBN 91-86584-17-0 (spiralh.)
- Lindström Anders, Ternhag Gunnar, red (1985). Folkliga koraler. Älvsjö: Verbum. Libris 7412167. ISBN 91-526-7602-1
- Lindström Anders, red (1982). Processionshymner till in- och utgång för kör och församling. Stockholm: Eriksförlaget. Libris 853699
- Sångverkstadshäften för Körstämmorna i Skinnskatteberg 1982-88 (Land)
- Bach, Johann Sebastian; Lindström Anders (1979). Koraler för blandad kör. Åkersberga: Ackolad. Libris 711272
- Lindström Anders, red (1979). Carols vid Jerusalem (2. uppl.). Åkersberga: Musikförlaget Ackolad. Libris 10238855
- Bengtsson Kjell, Lindström Anders, red (1977). Engelsk körmusik. Älvsjö: Verbum. Libris 596731
- Lindström Anders, Bengtsson Kjell, Sjögren Per-Olof, red (1975). Min själ prisar Herren: d. 1 : [aftonsång enligt anglikansk tradition]. Stockholm: Verbum/Studiebokförl. Libris 2213573
- Carols vid Betlehem - 1974. (Verbum)

## Övriga böcker
- 2012 –  Upplev Rättvik: vandringsbeskrivningar, bilutflykt "Route 301", utflykter, sevärdheter, överraskningar. Rättvik: Kummelby. Libris 13434984. ISBN 9789198036404
- 2017 – Lindström, Anders (2020-04-14). Historien kring det romerska kejsarväldet. Rättvik: Kummelby förlag. sid. 2. ISBN 978-91-980364-7-3. Läst 14 april 2020
- 2018 –  Upplev Capri: "lycksalighetens ö". Rättvik: Kummelby förlag. Libris jsxz96n1g0tmh81h. ISBN 9789198036435
- 2019 –  Ullanders trädgård. Rättvik: Kummelby förlag. ISBN 978-91-980364-4-2